# Gampa
Gamgpa Dzong, Chinees: Gamba Xian is een arrondissement in de prefectuur Shigatse in de Tibetaanse Autonome Regio, China. In 1999 telde het arrondissement 9.090 inwoners. Het ligt op een gemiddelde hoogte van 4700 meter. De gemiddelde jaarlijkse temperatuur is -2 °C en jaarlijks valt er gemiddeld 280 tot 320 mm neerslag.